# Chrysobothris purpurifrons
Chrysobothris purpurifrons es una especie de escarabajo del género Chrysobothris, familia Buprestidae. Fue descrita científicamente por Motschulsky en 1859.